# Magnisia (Präfektur)
Magnisia (griechisch Μαγνησία (f. sg.), altgriechische Transkription Magnēsía) war bis 2010 eine der vier Präfekturen der Verwaltungsregion Thessalien in Griechenland. Der Name leitet sich von der Bezeichnung eines mazedonischen Stammes, der Magneten, ab. Die Präfektur wurde 1942 durch Abteilung von Larisa geschaffen. Mit der Verwaltungsreform 2010 wurde die Präfektur abgeschafft und in zwei Regionalbezirke (Magnisia und Sporaden, letzterer umfasst die drei Inselgemeinden) der Region Thessalien geteilt, die jedoch abgesehen von der Sitzzuteilung im Regionalrat keine politische Bedeutung haben.

## Geographie
Magnisia, die östlichste selbständige Landschaft Thessaliens, mit den Gebirgen Ossa und Pilion, ist eine ursprünglich von Thrakern besiedelte Halbinsel, nördlich Euböa am pagasitischen Meerbusen gelegen.
Zur Präfektur Magnisia gehörte ein Teil der Inselgruppe der Nördlichen Sporaden.

## Geschichte
Auf der Halbinsel befand sich schon früher eine griechische Kolonie. Die gleichnamige Stadt Magnesia am Mäander in Karien (Ionien), nördlich des Großen Mäander und am östlichen Abhang des Thorax in Kleinasien gelegen, wurde von Kolonisten aus dem thessalischen Magnesia gegründet. Ein weiteres Magnesia befand sich weiter nördlich am Hermos in Lydien, welches vermutlich ebenfalls von den Magneten gegründet wurde.
Wichtigste antike Stadt an der Halbinsel war Demetrias. Magnesia soll wie ganz Thessalien in früher Zeit von Pelasgern beherrscht worden sein, die die Landesbewohner, die Penesten unterdrückten, ähnlich wie in Sparta die Heloten. Danach kamen die Thessalier, die nach alter Auffassung illyrischer Abstammung gewesen sein sollen und aus Epirus eingewandert waren.

## Gemeinden 1997–2010
| Liste der Stadt- (Dimos) und Landgemeinden (Kinotita) der Präfektur Magnisia | Liste der Stadt- (Dimos) und Landgemeinden (Kinotita) der Präfektur Magnisia | Liste der Stadt- (Dimos) und Landgemeinden (Kinotita) der Präfektur Magnisia | Liste der Stadt- (Dimos) und Landgemeinden (Kinotita) der Präfektur Magnisia | Liste der Stadt- (Dimos) und Landgemeinden (Kinotita) der Präfektur Magnisia | Liste der Stadt- (Dimos) und Landgemeinden (Kinotita) der Präfektur Magnisia | Liste der Stadt- (Dimos) und Landgemeinden (Kinotita) der Präfektur Magnisia | Liste der Stadt- (Dimos) und Landgemeinden (Kinotita) der Präfektur Magnisia | Liste der Stadt- (Dimos) und Landgemeinden (Kinotita) der Präfektur Magnisia | Liste der Stadt- (Dimos) und Landgemeinden (Kinotita) der Präfektur Magnisia | Liste der Stadt- (Dimos) und Landgemeinden (Kinotita) der Präfektur Magnisia | Liste der Stadt- (Dimos) und Landgemeinden (Kinotita) der Präfektur Magnisia | Liste der Stadt- (Dimos) und Landgemeinden (Kinotita) der Präfektur Magnisia |
| Nr. | Gemeindename                                                                 | Gemeindename                                                                 | YPES-/LAU-Kode                                                               | Verwaltungssitz                                                              | Verwaltungssitz                                                              | Postleit- zahl                                                               | Telefon- vorwahl                                                             | Einwohner 2001                                                               | Fläche in km²                                                                | Gemeinde- bezirke                                                            | Einwohner pro km²                                                            |                                                                              |
| --- | ---------------------------------------------------------------------------- | ---------------------------------------------------------------------------- | ---------------------------------------------------------------------------- | ---------------------------------------------------------------------------- | ---------------------------------------------------------------------------- | ---------------------------------------------------------------------------- | ---------------------------------------------------------------------------- | ---------------------------------------------------------------------------- | ---------------------------------------------------------------------------- | ---------------------------------------------------------------------------- | ---------------------------------------------------------------------------- | ---------------------------------------------------------------------------- |
| 08 | Afetes                                                                       | Δήμος Αφετών                                                                 | 3708 / 430800                                                                | Neochori                                                                     | Νεοχώρι                                                                      | 370 10                                                                       | 24230-                                                                       | 1.838                                                                        | 80,744                                                                       | 5                                                                            | 22,763                                                                       |                                                                              |
| 02 | Agria                                                                        | Δήμος Αγριάς                                                                 | 3701 / 430200                                                                | Agria                                                                        | Αγριά                                                                        | 373 00                                                                       | 24280-                                                                       | 6.112                                                                        | 25,227                                                                       | 2                                                                            | 242,280                                                                      |                                                                              |
| 03 | Esonia                                                                       | Δήμος Αισωνίας                                                               | 3702 / 430300                                                                | Dimini                                                                       | Διμήνι                                                                       | 385 00                                                                       | 24210                                                                        | 3.031                                                                        | 75,504                                                                       | 2                                                                            | 40,144                                                                       |                                                                              |
| 04 | Almyros                                                                      | Δήμος Αλμυρού                                                                | 3703 / 430400                                                                | Almyros                                                                      | Αλμυρός                                                                      | 371 00                                                                       | 24220-                                                                       | 12.987                                                                       | 473,940                                                                      | 8                                                                            | 27,402                                                                       |                                                                              |
| 05 | Alonnisos                                                                    | Δήμος Αλοννήσου                                                              | 3704 / 430500                                                                | Alonissos (Chora)                                                            | Αλόννησος (χώρα)                                                             | 370 05                                                                       | 24240-                                                                       | 2.700                                                                        | 129,607                                                                      | 1                                                                            | 20,832                                                                       |                                                                              |
| 06 | Argalasti                                                                    | Δήμος Αργαλαστής                                                             | 3706 / 430600                                                                | Argalasti                                                                    | Αργαλαστή                                                                    | 370 06                                                                       | 24230-                                                                       | 2.158                                                                        | 74,820                                                                       | 3                                                                            | 28,843                                                                       |                                                                              |
| 07 | Artemida                                                                     | Δήμος Αρτέμιδας                                                              | 3707 / 430700                                                                | Ano Lechonia                                                                 | Άνω Λεχώνια                                                                  | 385 00                                                                       | 24280-                                                                       | 4.583                                                                        | 28,791                                                                       | 4                                                                            | 159,182                                                                      |                                                                              |
| 22 | Feres                                                                        | Δήμος Φερών                                                                  | 3726 / 432200                                                                | Velestino                                                                    | Βελεστίνο                                                                    | 375 00                                                                       | 24250-                                                                       | 6.116                                                                        | 215,513                                                                      | 5                                                                            | 28,379                                                                       |                                                                              |
| 10 | Iolkos                                                                       | Δήμος Ιωλκού                                                                 | 3711 / 431000                                                                | Iolkos                                                                       | Ιωλκός                                                                       | 385 00                                                                       | 24210-                                                                       | 2.071                                                                        | 1,981                                                                        | 3                                                                            | 1.045,432                                                                    |                                                                              |
| 11 | Karla                                                                        | Δήμος Κάρλας                                                                 | 3712 /                                                                       | Stefanovikio                                                                 | Στεφανοβίκειο                                                                | 375 00                                                                       | 24250-                                                                       | 5.189                                                                        | 223,591                                                                      | 4                                                                            | 23,208                                                                       |                                                                              |
| 12 | Milies                                                                       | Δήμος Μηλεών                                                                 | 3715 / 431200                                                                | Milies                                                                       | Μηλές                                                                        | 370 10                                                                       | 24230-                                                                       | 3.513                                                                        | 63,754                                                                       | 5                                                                            | 55,102                                                                       |                                                                              |
| 13 | Mouresi                                                                      | Δήμος Μουρεσίου                                                              | 3716 / 431300                                                                | Tsangarada                                                                   | Τσαγκαράδα                                                                   | 370 12                                                                       | 24260-                                                                       | 3.107                                                                        | 54,214                                                                       | 6                                                                            | 57,310                                                                       |                                                                              |
| 14 | Nea Anchialos                                                                | Δήμος Νέας Αγχιάλου                                                          | 3717 / 431400                                                                | Nea Anchialos                                                                | Νέα Αγχίαλος                                                                 | 374 00                                                                       | 24280-                                                                       | 7.411                                                                        | 80,462                                                                       | 3                                                                            | 92,106                                                                       |                                                                              |
| 15 | Nea Ionia                                                                    | Δήμος Νέας Ιωνίας                                                            | 3718 / 431500                                                                | Nea Ionia                                                                    | Νέα Ιωνία                                                                    | 383 & 384                                                                    | 24210                                                                        | 31.929                                                                       | 63,314                                                                       | 2                                                                            | 504,296                                                                      |                                                                              |
| 16 | Portaria                                                                     | Δήμος Πορταριάς                                                              | 3719 / 431600                                                                | Portaria                                                                     | Πορταριά                                                                     | 370 11                                                                       | 24280-                                                                       | 3.201                                                                        | 22,754                                                                       | 4                                                                            | 140,679                                                                      |                                                                              |
| 17 | Pteleos                                                                      | Δήμος Πτελεού                                                                | 3720 / 431700                                                                | Pteleos                                                                      | Πτελεός                                                                      | 370 07                                                                       | 24220-                                                                       | 2.881                                                                        | 118,230                                                                      | 3                                                                            | 24,368                                                                       |                                                                              |
| 18 | Sipiada                                                                      | Δήμος Σηπιάδος                                                               | 3721 / 431800                                                                | Lafkos                                                                       | Λαύκος                                                                       | 370 06                                                                       | 24230-                                                                       | 2.358                                                                        | 122,404                                                                      | 3                                                                            | 19,264                                                                       |                                                                              |
| 19 | Skiathos                                                                     | Δήμος Σκιάθου                                                                | 3722 / 431900                                                                | Skiathos                                                                     | Σκίαθος                                                                      | 370 03                                                                       | 24240-                                                                       | 6.160                                                                        | 49,898                                                                       | 1                                                                            | 123,452                                                                      |                                                                              |
| 20 | Skopelos                                                                     | Δήμος Σκοπέλου                                                               | 3723 / 432000                                                                | Skopelos                                                                     | Σκόπελος                                                                     | 370 03                                                                       | 24240-                                                                       | 4.696                                                                        | 96,299                                                                       | 3                                                                            | 48,765                                                                       |                                                                              |
| 21 | Sourpi                                                                       | Δήμος Σούρπης                                                                | 3724 / 432100                                                                | Sourpi                                                                       | Σούρπη                                                                       | 370 08                                                                       | 24220-                                                                       | 4.314                                                                        | 191,355                                                                      | 6                                                                            | 22,547                                                                       |                                                                              |
| 01 | Volos                                                                        | Δήμος Βόλου                                                                  | 3709 / 430100                                                                | Volos                                                                        | Βόλος                                                                        | 380–382                                                                      | 24210                                                                        | 82.439                                                                       | 27,678                                                                       | 1                                                                            | 2.978,503                                                                    |                                                                              |
| 09 | Zagora                                                                       | Δήμος Ζαγοράς                                                                | 3710 / 430900                                                                | Zagora                                                                       | Ζαγορά                                                                       | 370 01                                                                       | 24260-                                                                       | 3.829                                                                        | 96,101                                                                       | 3                                                                            | 39,843                                                                       |                                                                              |
| 23 | Anavra                                                                       | Κοινότητα Ανάβρας                                                            | 3705 / 436100                                                                | Anavra                                                                       | Ανάβρα                                                                       | 350 10                                                                       | 22320-9                                                                      | 987                                                                          | 121,859                                                                      | 1                                                                            | 8,100                                                                        |                                                                              |
| 24 | Keramidi                                                                     | Κοινότητα Κεραμιδίου                                                         | 3713 / 436200                                                                | Keramidi                                                                     | Κεραμίδι                                                                     | 385 00                                                                       | 24280-7                                                                      | 782                                                                          | 111,532                                                                      | 1                                                                            | 7,011                                                                        |                                                                              |
| 25 | Makrinitsa                                                                   | Κοινότητα Μακρινίτσας                                                        | 3714 / 436300                                                                | Makrinitsa                                                                   | Μακρινίτσα                                                                   | 370 11                                                                       | 24280-99                                                                     | 898                                                                          | 59,903                                                                       | 1                                                                            | 14,991                                                                       |                                                                              |
| 26 | Trikeri                                                                      | Κοινότητα Τρικερίου                                                          | 3725 / 436400                                                                | Trikeri                                                                      | Τρικέρι                                                                      | 370 09                                                                       | 24230-91                                                                     | 1.696                                                                        | 26,817                                                                       | 1                                                                            | 63,243                                                                       |                                                                              |
| Summe bzw. Durchschnitt der Präfektur | Summe bzw. Durchschnitt der Präfektur                                        | Summe bzw. Durchschnitt der Präfektur                                        | 26 Gemeinden, davon 22 Stadt- und 4 Landgemeinden (blau)                     | 26 Gemeinden, davon 22 Stadt- und 4 Landgemeinden (blau)                     | 26 Gemeinden, davon 22 Stadt- und 4 Landgemeinden (blau)                     | 26 Gemeinden, davon 22 Stadt- und 4 Landgemeinden (blau)                     | 26 Gemeinden, davon 22 Stadt- und 4 Landgemeinden (blau)                     | 206.995                                                                      | 2.636,272                                                                    | 81                                                                           | 78,518                                                                       |                                                                              |
| Alle Angaben basieren auf öffentlich zugänglichen Informationen des Griechischen Innenministeriums (YPES). und des Nationalen Statistischen Dienstes von Griechenland (EYSE). Die Landgemeinden sind hellblau unterlegt. Die Hauptstadt der Präfektur ist orange hinterlegt. |                                                                              |                                                                              |                                                                              |                                                                              |                                                                              |                                                                              |                                                                              |                                                                              |                                                                              |                                                                              |                                                                              |                                                                              |